# ایراگی
ایراگی (به لاتین: Iragi) یک منطقهٔ مسکونی در روسیه است که در شهرستان داخادایفسکی واقع شده‌است.